# Varinfroy
Varinfroy est une commune française située dans le département de l'Oise, en région Hauts-de-France.
Ses habitants sont appelés les Varinfroyens et les Varinfroyennes.

## Géographie
Située dans l'extrême sud-est du département de l'Oise à 23 km de Crépy-en-Valois et à 3,5 km de Crouy-sur-Ourcq, la commune est limitrophe du département de Seine-et-Marne.

### Communes limitrophes
| Rouvres-en-Multien | Neufchelles                     |                                  |
|                    | Varinfroy                       | Crouy-sur-Ourcq (Seine-et-Marne) |
|                    | May-en-Multien (Seine-et-Marne) |                                  |

### Lieux-dits et écarts
Sous-le-Clos.

### Hydrographie
La commune est située dans le bassin Seine-Normandie. Elle est drainée par le canal de l'Ourcq, l'Ourcq et le canal 01 de la commune de Varinfroy,,.
Le canal de l'Ourcq, d'une longueur de 97 km, prend sa source dans la commune de Mareuil-sur-Ourcq et se jette  dans le canal Saint-Martin à Paris, après avoir traversé 34 communes. 
L'Ourcq, d'une longueur de 86 km, prend sa source dans la commune de Courmont et se jette  dans la Marne en limite de Mary-sur-Marne et de Lizy-sur-Ourcq, face à Isles-les-Meldeuses, après avoir traversé 36 communes. 

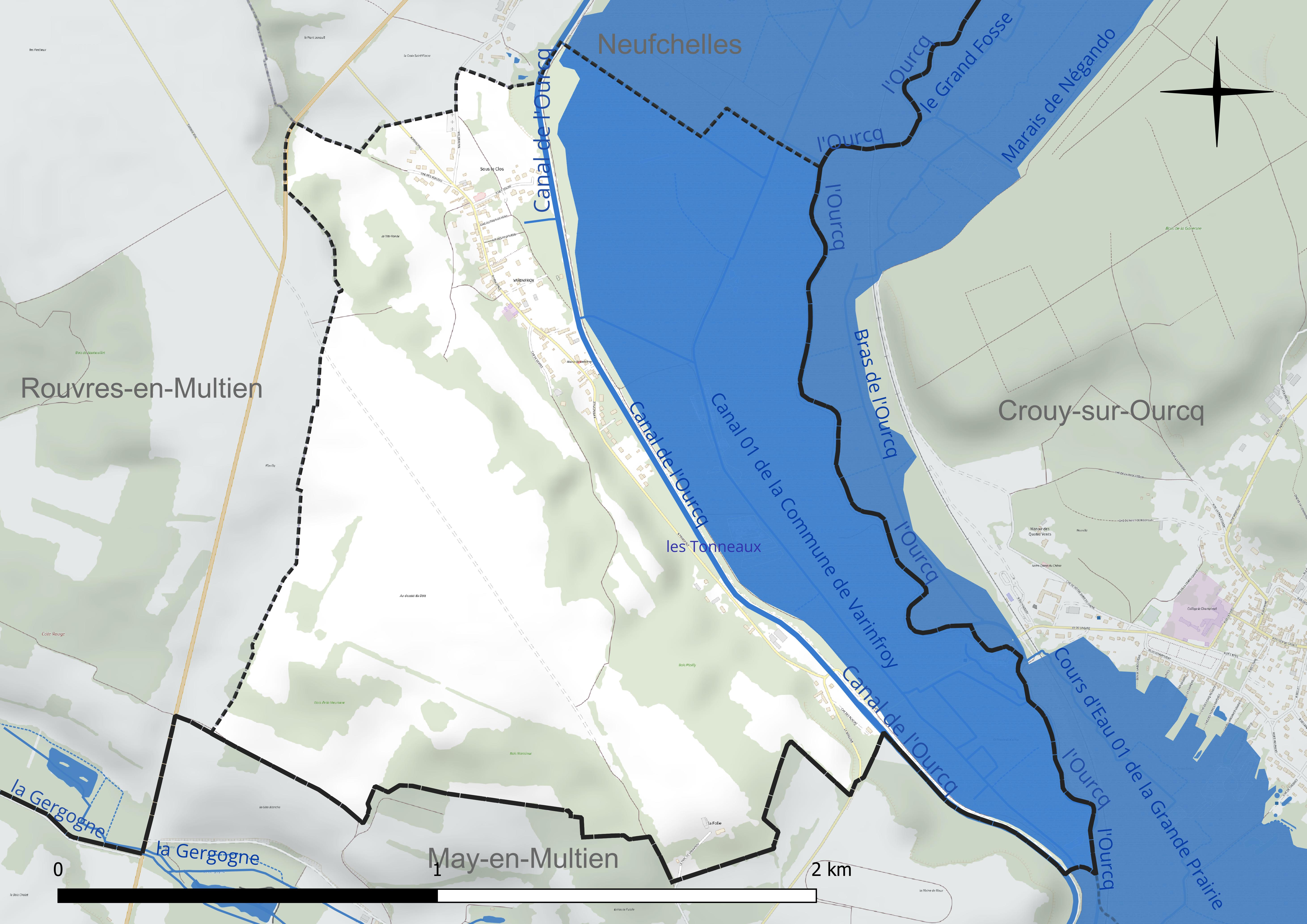
Réseau hydrographique de Varinfroy.

Un plan d'eau complète le réseau hydrographique : les Tonneaux (0,9 ha),.

### Climat
Pour des articles plus généraux, voir Climat des Hauts-de-France et Climat de l'Oise.
En 2010, le climat de la commune est de type climat océanique dégradé des plaines du Centre et du Nord, selon une étude du CNRS s'appuyant sur une série de données couvrant la période 1971-2000. En 2020, Météo-France publie une typologie des climats de la France métropolitaine dans laquelle la commune est exposée à un climat océanique altéré et est dans la région climatique  Nord-est du bassin Parisien, caractérisée par un ensoleillement médiocre, une pluviométrie moyenne régulièrement répartie au cours de l'année et un hiver froid (3 °C). 
Pour la période 1971-2000, la température annuelle moyenne est de 10,9 °C, avec une amplitude thermique annuelle de 14,9 °C. Le cumul annuel moyen de précipitations est de 709 mm, avec 11 jours de précipitations en janvier et 8,1 jours en juillet. Pour la période 1991-2020, la température moyenne annuelle observée sur la station météorologique la plus proche, située sur la commune de Changis-sur-Marne à 16 km à vol d'oiseau, est de 11,9 °C et le cumul annuel moyen de précipitations est de 710,1 mm,. Pour l'avenir, les paramètres climatiques de la commune estimés pour 2050 selon différents scénarios d'émission de gaz à effet de serre sont consultables sur un site dédié publié par Météo-France en novembre 2022.

## Urbanisme

### Typologie
Au 1er janvier 2024, Varinfroy est catégorisée commune rurale à habitat dispersé, selon la nouvelle grille communale de densité à sept niveaux définie par l'Insee en 2022.
Elle est située hors unité urbaine. Par ailleurs la commune fait partie de l'aire d'attraction de Paris, dont elle est une commune de la couronne,. 

### Occupation des sols
L'occupation des sols de la commune, telle qu'elle ressort de la base de données européenne d'occupation biophysique des sols Corine Land Cover (CLC), est marquée par l'importance des forêts et milieux semi-naturels (59,7 % en 2018), une proportion identique à celle de 1990 (59,7 %). La répartition détaillée en 2018 est la suivante : 
forêts (59,7 %), terres arables (30,3 %), zones urbanisées (7,4 %), zones humides intérieures (2,5 %). L'évolution de l'occupation des sols de la commune et de ses infrastructures peut être observée sur les différentes représentations cartographiques du territoire : la carte de Cassini (XVIIIe siècle), la carte d'état-major (1820-1866) et les cartes ou photos aériennes de l'IGN pour la période actuelle (1950 à aujourd'hui).

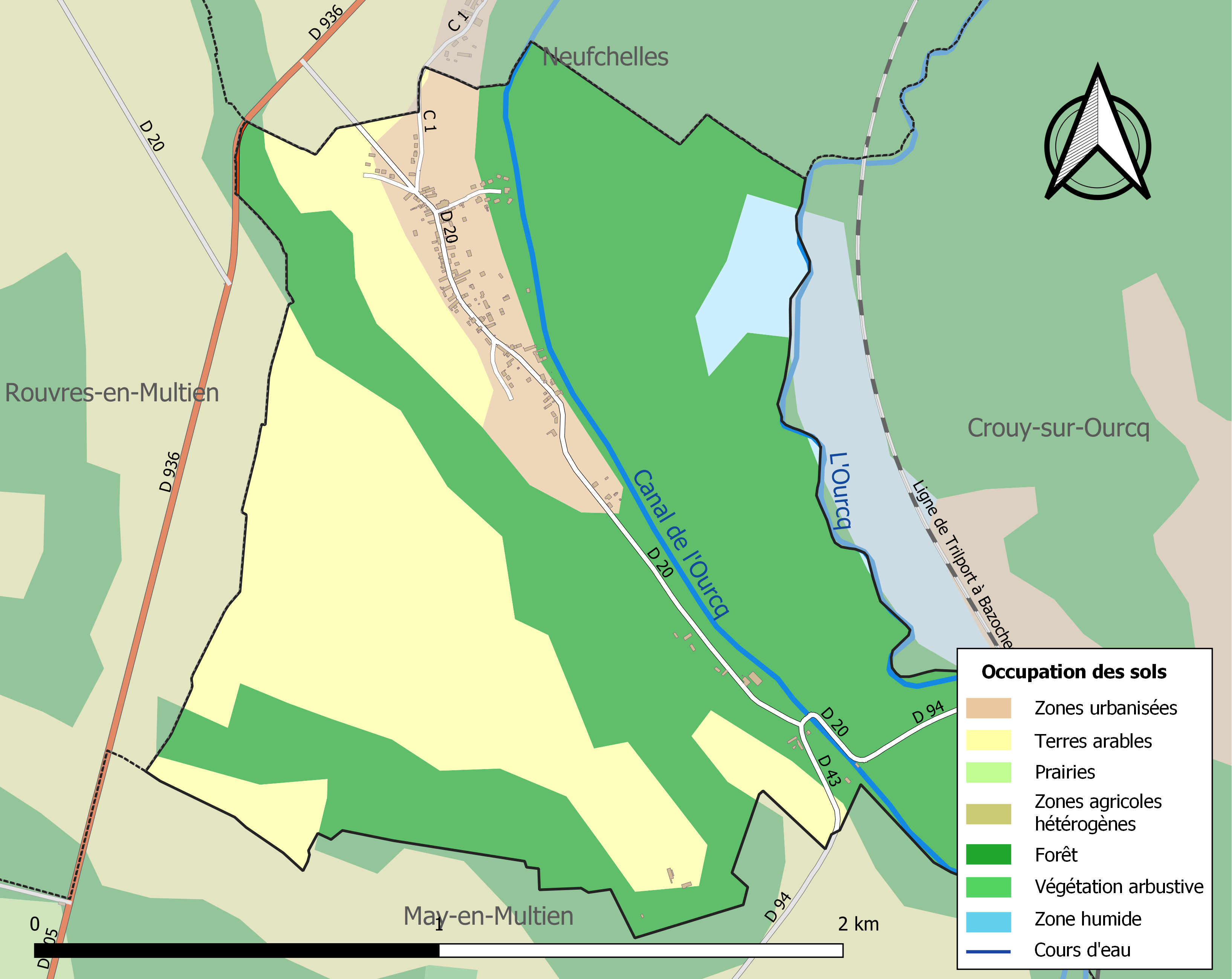
Carte des infrastructures et de l'occupation des sols de la commune en 2018 (CLC).

### Voies de communication et transports
La commune est desservie, en 2023, par les lignes 6431 et 6495 du réseau interurbain de l'Oise.

## Toponymie
Villa Refredi, Vaurinfroid, Varainfroy, Vaurinfroi, Valrainfroy, Vaurinfroy.

## Politique et administration

### Liste des maires
| Période                                  | Période  | Identité            | Étiquette | Qualité |
| ---------------------------------------- | -------- | ------------------- | --------- | ------- |
| Les données manquantes sont à compléter. |          |                     |           |         |
| avant 1988                               | ?        | Geneviève Piquette  |           |         |
|                                          |          |                     |           |         |
| 2001                                     | 2008     | Christian Boutrelle |           |         |
| 2008                                     | 2020     | Catherine Denis     |           |         |
| 2020                                     | En cours | Pascal Bonventre    |           |         |

## Population et société

### Démographie

#### Évolution démographique
L'évolution du nombre d'habitants est connue à travers les recensements de la population effectués dans la commune depuis 1793. Pour les communes de moins de 10 000 habitants, une enquête de recensement portant sur toute la population est réalisée tous les cinq ans, les populations de référence des années intermédiaires étant quant à elles estimées par interpolation ou extrapolation. Pour la commune, le premier recensement exhaustif entrant dans le cadre du nouveau dispositif a été réalisé en 2006.

En 2022, la commune comptait 268 habitants, en évolution de −8,22 % par rapport à 2016 (Oise : +0,87 %, France hors Mayotte : +2,11 %).
| 1793 | 1800 | 1806 | 1821 | 1831 | 1836 | 1841 | 1846 | 1851 |
| ---- | ---- | ---- | ---- | ---- | ---- | ---- | ---- | ---- |
| 134  | 110  | 125  | 123  | 154  | 148  | 157  | 175  | 165  |

| 1856 | 1861 | 1866 | 1872 | 1876 | 1881 | 1886 | 1891 | 1896 |
| ---- | ---- | ---- | ---- | ---- | ---- | ---- | ---- | ---- |
| 166  | 176  | 162  | 162  | 153  | 137  | 138  | 132  | 147  |

| 1901 | 1906 | 1911 | 1921 | 1926 | 1931 | 1936 | 1946 | 1954 |
| ---- | ---- | ---- | ---- | ---- | ---- | ---- | ---- | ---- |
| 148  | 157  | 150  | 156  | 164  | 137  | 129  | 144  | 136  |

| 1962 | 1968 | 1975 | 1982 | 1990 | 1999 | 2006 | 2011 | 2016 |
| ---- | ---- | ---- | ---- | ---- | ---- | ---- | ---- | ---- |
| 108  | 114  | 119  | 165  | 234  | 252  | 242  | 239  | 292  |

| 2021 | 2022 | - | - | - | - | - | - | - |
| ---- | ---- | - | - | - | - | - | - | - |
| 274  | 268  | - | - | - | - | - | - | - |

#### Pyramide des âges
La population de la commune est relativement jeune.
En 2018, le taux de personnes d'un âge inférieur à 30 ans s'élève à 38,3 %, soit au-dessus de la moyenne départementale (37,3 %). À l'inverse, le taux de personnes d'âge supérieur à 60 ans est de 17,5 % la même année, alors qu'il est de 22,8 % au niveau départemental.
En 2018, la commune comptait 143 hommes pour 144 femmes, soit un taux de 50,17 % de femmes, légèrement inférieur au taux départemental (51,11 %).
Les pyramides des âges de la commune et du département s'établissent comme suit.
| Hommes | Classe d’âge | Femmes |
| ------ | ------------ | ------ |
| 0,7    | 90 ou +      | 0,0    |
| 2,1    | 75-89 ans    | 2,1    |
| 14,4   | 60-74 ans    | 15,8   |
| 22,6   | 45-59 ans    | 24,7   |
| 19,8   | 30-44 ans    | 21,2   |
| 14,4   | 15-29 ans    | 17,1   |
| 26,0   | 0-14 ans     | 19,1   |

| Hommes | Classe d’âge | Femmes |
| ------ | ------------ | ------ |
| 0,5    | 90 ou +      | 1,4    |
| 5,5    | 75-89 ans    | 7,6    |
| 15,6   | 60-74 ans    | 16,3   |
| 20,8   | 45-59 ans    | 20     |
| 19,4   | 30-44 ans    | 19,4   |
| 17,6   | 15-29 ans    | 16,2   |
| 20,6   | 0-14 ans     | 19,1   |

## Culture locale et patrimoine

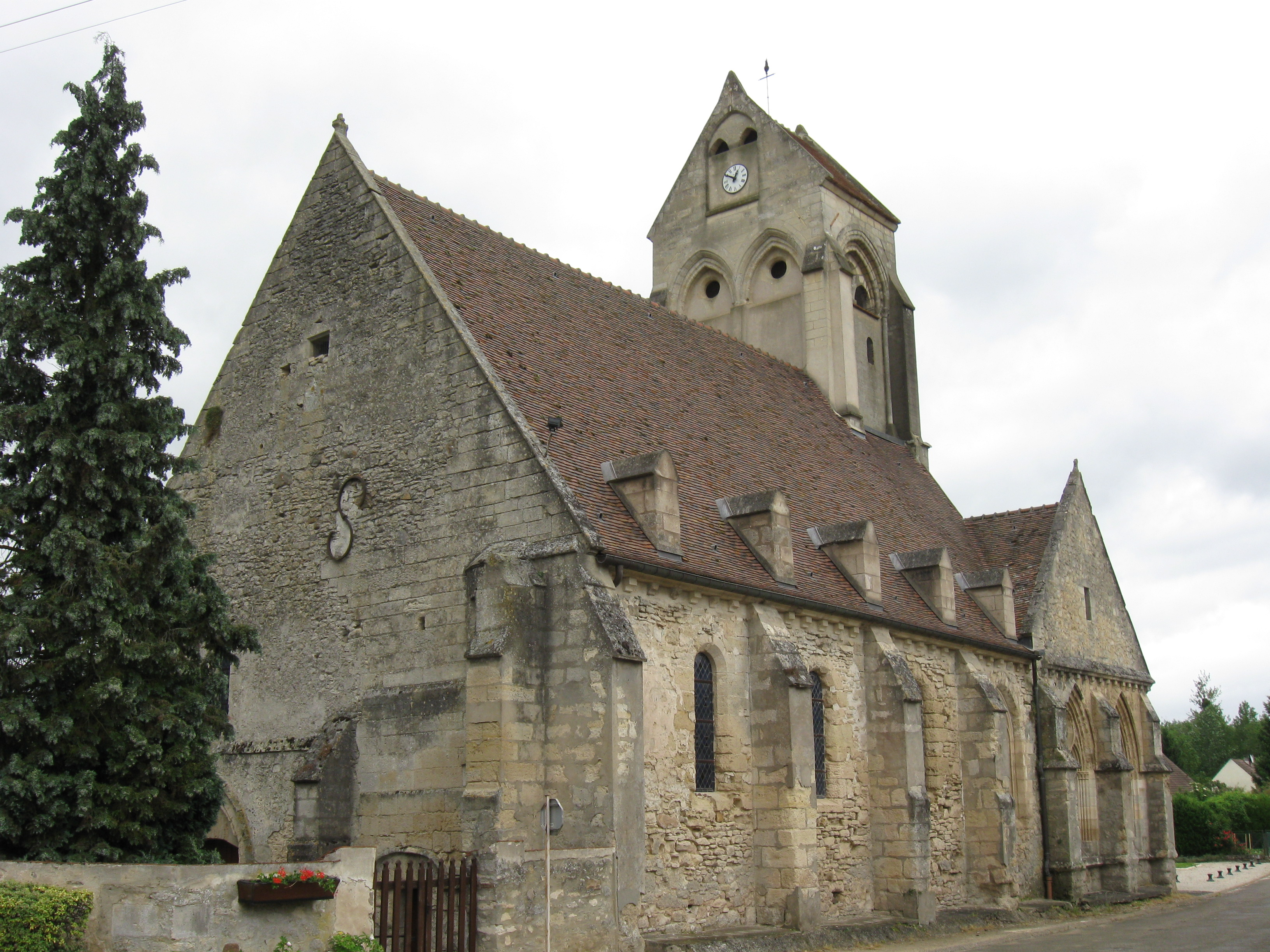
Église Notre-Dame-de-la-Nativité.

### Lieux et monuments
- Église Notre-Dame-de-la-Nativité, XIIe siècle, XIIIe siècle et XVe siècle, classée au titre des monuments historiques[24]. La façade avec le portail, de même que le clocher en bâtière, datent du début du XIIIe siècle. La chapelle sud, de grande qualité, et le bas-côté sont de la deuxième moitié du XIIIe siècle ; le chœur et la chapelle nord, du XVe siècle. Cuve baptismale du XIVe siècle[25]. Trois verrières du chœur sont l'œuvre de Pauline Peugniez[26], XXe siècle. Des bénévoles de l'association Chantiers Histoire et Architecture Médiévales ont participé à sa restauration au cours de l'année 1996[27].
- Berges du canal de l'Ourcq.

### Personnalités liées à la commune
- Gauthier de Varinfroy, architecte du chœur de la cathédrale de Meaux (XIIIe siècle).